# 杰克狸藻
杰克狸藻（学名：Utricularia jackii）为狸藻属大型陆生食虫植物。其种加词“jackii”来源于美国植物采集者杰克·约翰·托马斯·麦凯·帕内尔（John Jack Thomas Mackie Parnell）。其为泰国的特有种。杰克狸藻生长于高海拔地区的潮湿岩石上，海拔约2200米，偶尔也出现于常绿森林中。其首次采集于1927年，1958年再次采集到。彼得·泰勒在其1989年的专著中讨论了其标本并确定了其潜在的独特性，但并未正式描述杰克狸藻。2005年，约翰·阿德里安·奈克尔·帕内尔（John Adrian Naicker Parnell）根据泰国的狸藻科标本正式描述了杰克狸藻。杰克·约翰·托马斯·麦凯·帕内尔为约翰·阿德里安·奈克尔·帕内尔的父亲。